# Гётшль, Рената
Рената (Ренате) Гётшль (нем. Renate Götschl, 6 августа 1975, Юденбург) — австрийская горнолыжница, выступавшая за сборную Австрии с 1993 по 2009 год. Участница четырёх зимних Олимпиад и обладательница двух олимпийских медалей Солт-Лейк-Сити — бронзовой за скоростной спуск и серебряной в комбинации.

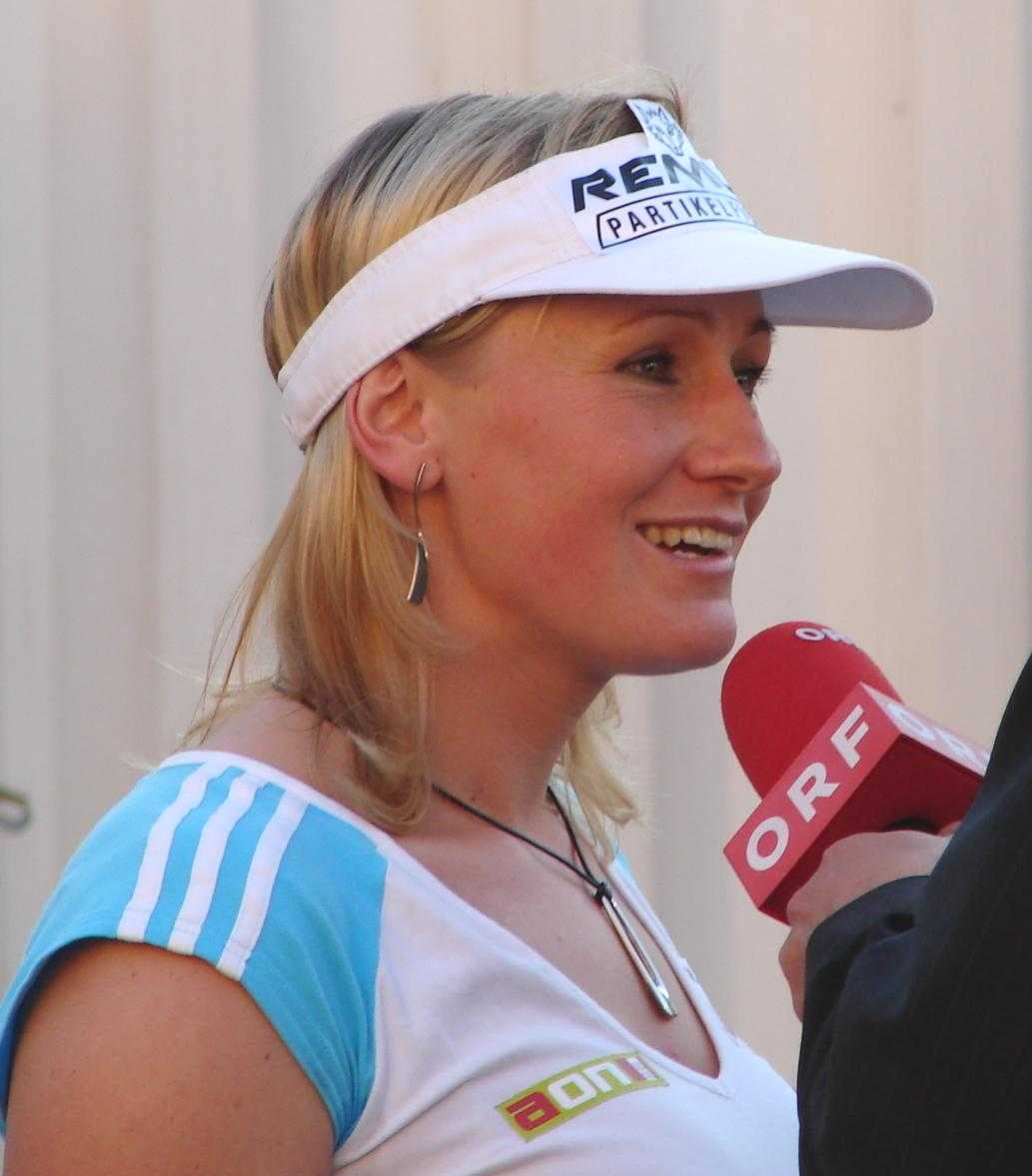

В Кубке мира дебютировала в 1993 году в Лиллехаммере, сразу одержав победу в скоростном спуске. В общей сложности Гётшль выиграла 46 этапов и поднималась на подиум более 100 раз. По количеству побед на этапах занимает пятое место в истории женского Кубка мира. Спортсменка завоёвывала победу в общем зачёте Кубка мира в сезоне 1999/2000, а также получила целый ряд кубков за отдельные дисциплины: скоростной спуск (1997, 1999, 2004, 2005 и 2007), супергигант (2000, 2004, 2007), комбинация (2000, 2004). Гётшль является рекордсменкой женского Кубка мира по количеству стартов (408).
Гётшль выиграла девять медалей чемпионатов мира, в том числе три золотых в комбинации, скоростном спуске и соревнованиях между сборными командами. Любимой трассой Ренаты является склон в Кортина-д’Ампеццо (Италия), где она установила своеобразный мировой рекорд, став первой лыжницей в истории, которой удалось выиграть 10 стартов на одном склоне. Рената Гётшль — двукратная обладательница почетного звания «Спортсменка года в Австрии», присужденного ей в 1997 и 2005 годах.
19 августа 2009 года Гётшль собрала пресс-конференцию и заявила о завершении спортивной карьеры в связи с ожиданием ребёнка.

## Результаты на Олимпийских играх
| Олимпийские игры    | Скоростной спуск | Супергигант | Гигантский слалом | Слалом | Комбинация |
| ------------------- | ---------------- | ----------- | ----------------- | ------ | ---------- |
| 1994 Лиллехаммер    | DNF              | —           | —                 | —      | —          |
| 1998 Нагано         | DNF              | 5           | —                 | —      | DNF SL1    |
| 2002 Солт-Лейк-Сити | 3                | 8           | —                 | DNF2   | 2          |
| 2006 Турин          | 4                | 26          | —                 | —      | —          |